# Uberdope
Uberdope is een Belgische hiphopgroep uit Gent. De groep bestaat uit drie Nederlandstalige mc's (Don Jefe, Dirigent, T.O.R.) en één dj (Esk-l). 

## Biografie
Uberdope werd opgericht in 2005. Zij traden op in Amsterdam, Coolsweat (TMF) en de Gentse Feesten (St. Jacobs).
De groep creërt ook elke vrijdagochtend in het ochtendblok van Studio Brussel een rap in de rubriek "It's a rap", waar ze het weekoverzicht samenvatten met een kleine rap.
Op 26 oktober 2018 kwam het derde album van de groep uit, genaamd "Graag Gedaan". De vaste leden werden ondersteund met achtergrondvocalen en een dj. Uberdope werkte op dit album samen met andere artiesten als Toolbox en Compact Disk Dummies.
In 2020 brachten ze de single "Komt Wel Goed" uit, deze gaat over de coronacrisis. Dit onder het label 'Fake Records'. Ze mochten deze single brengen in de toenmalige talkshow 'Vandaag' op de VRT van Danira Boukhriss. Verder in 2020 volgde de single "Slow Down".
Op 1 april 2022 brachten ze hun single "IKKE" uit.

## Discografie
- In De Huis (2009)
- Lelijk (2012)
- Graag Gedaan (2018)
- Uber iets (2023)

### Singles
- "C'est La Vie" (2012)
- "Niet Te Doen" (2015)
- "Komt Wel Goed" (2020)
- "Slow Down" (2020)
- "IKKE" (2022)